# Salts als Jocs Olímpics d'estiu de 1968
Als Jocs Olímpics d'Estiu de 1968 celebrats a Ciutat de Mèxic (Mèxic) es disputaren quatre proves de salts, dues en categoria masculina i dues en categoria femenina. La competició es desenvolupà entre els dies 17 i 26 d'octubre de 1968 a la Alberca Olímpica Francisco Márquez.

## Comitès participants
Hi participaren un total de 81 saltadors, entre ells 45 homes i 36 dones, de 23 comitès nacionals diferents:
| - Austràlia (2) - Àustria (1) - Canadà (4) - Colòmbia (3) - Corea del Sud (2) - Cuba (2) - Estats Units (11) - Finlàndia (2) | - Guatemala (1) - Itàlia (4) - Japó (4) - Mèxic (6) - Noruega (1) - Països Baixos (2) - Polònia (5) - Puerto Rico (2) | - Regne Unit (5) - República Dominicana (1) - RDA (5) - RFA (8) - Suècia (1) - Txecoslovàquia (1) - Unió Soviètica (10) |

## Resum de medalles

### Categoria masculina
| Prova                       | Or                | Argent         | Bronze      |
| Trampolí de 3 m. Detalls    | Bernard Wrightson | Klaus Dibiasi  | James Henry |
| Plataforma de 10 m. Detalls | Klaus Dibiasi     | Alvaro Gaxiola | Edwin Young |

### Categoria femenina
| Prova                       | Or              | Argent           | Bronze           |
| Trampolí de 3 m. Detalls    | Susanne Gossick | Tamara Pogosheva | Keala O'Sullivan |
| Plataforma de 10 m. Detalls | Milena Duchková | Natalya Lobanova | Ann Peterson     |

## Medaller
| Posició | País           | Or | Argent | Bronze | Total |
| 1       | Estats Units   | 2  | 0      | 4      | 6     |
| 2       | Itàlia         | 1  | 1      | 0      | 2     |
| 3       | Txecoslovàquia | 1  | 0      | 0      | 1     |
| 4       | Unió Soviètica | 0  | 2      | 0      | 2     |
| 5       | Mèxic          | 0  | 1      | 0      | 1     |